# مراد هاشم
مراد هاشم (6 ديسمبر 1967 -) هو صحفي ومراسل يمني في قناة الجزيرة. عمل فيها صحفيا ومراسلا ثم مديراً لمكتبها في اليمن بصنعاء ويعمل الآن مراسلا لها في نيويورك وواشنطن.

## النشأة والمسيرة
حصل على بكالوريوس إعلام وصحافة من جامعة القاهرة في 1994. عمل مراسلا لصحيفة «الوحدوي» الأسبوعية وصحف يمنية أخرى في القاهرة خلال الفترة من 1992 إلى 1994. وعمل مراسلا لصحيفة البيان الإماراتية في اليمن خلال الفترة من فبراير 1998 إلى 2000. عمل بعد ذلك مسؤول قسم الأخبار في صحيفة «رأي» الأسبوعية من 1998 إلى 2000 ومراسلا لصحيفة الحياة اللندنية في اليمن من 1996 إلى 1998 ثم محررا ثم مدير تحرير صحيفة الشورى الأسبوعية من 1995 إلى 1997. التحق بقناة الجزيرة في 1 أغسطس 2000 التي عمل فيها صحفيا ومراسلا في مكتبها في صنعاء ثم أصبح مديره فيما بعد. ويعمل حالياً مراسلا لقناة الجزيرة في نيويورك وواشنطن.

## المصدر
- قناة الجزيرة